# Scherpenheuvel-Zichem
Scherpenheuvel-Zichem (franceză Montaigu-Zichem) este un oraș din regiunea Flandra, Belgia. Comuna a fost formată în 1977 prin fuzionarea comunelor Averbode, Messelbroek, Scherpenheuvel, Testelt și Zichem. 
1. ↑  Crossroad Bank of Enterprises, accesat în 14 iulie 2023